# Liste des lords-maires de Londres
Les lord-maires de Londres se sont succédé depuis 1189. Un nouveau lord-maire a généralement été élu chaque année mais il est arrivé que la même personne poursuive son mandat sur plusieurs années. Ainsi, certains ont effectué plusieurs mandats, le record étant détenu par le premier d'entre eux, Henry FitzAilwyn (aussi Henri FitzAlan, qv : la famille FitzAlan-Howard, ducs de Norfolk) avec vingt-quatre mandats consécutifs.

Armoiries de la Cité de Londres

## Avant 1300
- 1189-1212 Henry FitzAlan (vingt-quatre mandats)
- 1212-1214 Roger FitzAlan (deux mandats)
- 1215 Serlo le Mercer
- 1215 William Hardell
- 1216 Jacobus l'Alderman
- 1217 Simon de Basyngs
- 1218-1221 Serlo le Mercer (deuxième et troisième mandats)
- 1222-1226 Richard le Renger
- 1227-1231 Roger le Duc (quatre mandats)
- 1231-1237 Andrew Buckerell (six mandats)
- 1238 Richard le Renger (cinquième mandat)
- 1239 William Joynier
- 1240 Gerard de La Beche
- 1240 Reginald de Bungheye
- 1241-1243 Ralph Ashley (trois mandats)
- 1244-1245 Michael Tovey
- 1246 John de Gisors
- 1246 John-Peter FitzAlan
- 1247-1248 Michael Tovey (troisième mandat)
- 1249 Roger FitzRoger
- 1250 John le Norman
- 1251 Adam, baron de Basing
- 1252 John de Toulzane
- 1253 Nicholas de La Beche
- 1254-1257 Ralph Hardell (trois mandats)
- 1258 William FitzRichard
- 1259 John de Gisors
- 1259-1260 William FitzRichard (deuxième mandat)
- 1261-1265 Thomas FitzThomas (quatre mandats)
- 1265 Hugh FitzOtho
- 1265 John de Walerand
- 1265 John de La Lynde
- 1266 William FitzRichard (quatrième mandat)
- 1267 Alan la Zouche
- 1268 Thomas d'Ippegrave
- 1268 Stephen d'Edgeworth
- 1269 Hugh FitzOtho
- 1270 John FitzAdrian
- 1271-1272 Walter Hervey (deux mandats)
- 1273 Henry le Wallis
- 1274-1280 Gregory de Rokesley
- 1281-1283 Henry le Wallis (deuxième mandat)
- 1284 Gregory de Rokesley (septième mandat)
- 1285-1288 Ralph de Sandwich
- 1289 John le Breton
- 1289-1292 Ralph de Sandwich (quatrième mandat)
- 1293-1297 John le Breton (deuxième mandat)
- 1298 Henry le Wallis (sixième mandat)
- 1299-1300 Alan de Russel (deux mandats)

## XIVesiècle
- 1301-1307 John le Blount (six mandats)
- 1308 Nicholas de Faringdon
- 1309 Thomas Romaine
- 1310 Richard de Faversham
- 1311-1312 John de Gisors
- 1313 Nicholas de Faringdon (deuxième mandat)
- 1314 John de Gisors (troisième mandat)
- 1315 Stephen d'Abingdon
- 1316-1318 John de Wingrave
- 1319 Hamo de Chigwell
- 1320 Nicholas de Faringdon (troisième mandat)
- 1321 Robert de Kendal
- 1322 Hamo de Chigwell (deuxième mandat)
- 1323 Nicholas de Faringdon (quatrième mandat)
- 1324-1325 Hamo de Chigwell (quatrième mandat)
- 1326 Richard le Bretoigne
- 1327 Hamo de Chigwell (cinquième mandat)
- 1328 John de Grantham
- 1329 Simon de Swanland
- 1330-1331 John de Pulteney
- 1332 John de Preston, Hamo de Chigwell
- 1333 John de Pulteney (troisième mandat)
- 1334-1336 Reginald le Conduit de La Pole
- 1336-1337 John de Pulteney (quatrième mandat)
- 1337-1339 Henry d'Arcy
- 1339-1341 Andrew d'Aubrey
- 1341-1342 John d'Oxenford
- 1342-1343 Simon de Fraunceys
- 1343-1345 John le Hamond
- 1345 Richard le Lacer
- 1346 Geoffrey de Wychingham
- 1347, 1348 Thomas Legge
- 1348 John Lovekin
- 1349 Walter Turke
- 1350 Richard de Kislingbury
- 1351 Andrew d'Aubrey (deuxième mandat)
- 1352, 1353, 1354 Adam Fraunceys

1. 1354-1355 Thomas Legge (deuxième mandat, premier titulaire de lord-maire et pelletier)

- 1355 Simon de Fraunceys (deuxième mandat)
- 1356 Henri Picard, Hamo de Chigwell
- 1357 John de Stodeye
- 1358 John Lovekin (deuxième mandat)
- 1359 Simon de Wolsey
- 1360 John Wroth
- 1361 John Peche
- 1362 Stephen Cavendisshe
- 1363 John Nott
- 1364-1365 Adam de Bury
- 1366 John Lovekin (troisième mandat)
- 1367 James Andreu
- 1368 Simon de Mordone
- 1369 John de Chichester
- 1370-1371 John Berners
- 1372 John Pyell
- 1373 Adam de Bury (deuxième mandat)
- 1374 William Walworth
- 1375 John Warde
- 1376 Adam Stable
- 1377 Nicholas Brembre
- 1378 John Philpot
- 1379 John Hadley
- 1380 William Walworth (deuxième mandat)
- 1381-1382 John de Northampton
- 1383-1385 Nicolas Brembre
- 1386-1387 Nicholas Exton
- 1388 Nicholas Twyford
- 1389 William Venour
- 1390 Adam Bamme
- 1391 John Hende
- 1392-1392 Edward Dalyngrigge
- 1392-1392  Baldwin Radyngton
- 1392-1393 William Staunton
- 1393 John Hadley (deuxième mandat)
- 1394 John Fresshe
- 1395 William de La More
- 1396 Adam Bamme (mort durant son deuxième mandat)
- 1397 Richard Whittington (appointé par Richard II)
- 1397 Richard Whittington (deuxième mandat)
- 1398 Hugh de Barentyn
- 1399 Thomas Knollys
- 1400 John Fraunceys

## XVesiècle
- 1401 John Shadworth
- 1402 John Walcote
- 1403 William Askham
- 1404 John Hende (deuxième mandat)
- 1405 John Woodcock
- 1406 Richard Whittington (troisième mandat)
- 1407 William de Staunton (deuxième mandat)
- 1408 Hugh de Barentyn (deuxième mandat)
- 1409 Richard Marlowe
- 1410 Thomas Knollys (deuxième mandat)
- 1411 Robert Chichele
- 1412 William Walderne
- 1413 William Cromer
- 1414 Thomas Fauconer
- 1415 Nicholas Wotton
- 1416 Henry de Barton
- 1417 Richard Marlowe
- 1418 William de Sevenoke
- 1419 Richard Whittington (quatrième mandat)
- 1420 William le Cauntbrigge
- 1421 Robert Chichele (deuxième mandat)
- 1422 William Walderne (deuxième mandat)
- 1423 William Cromer (deuxième mandat)
- 1424 John Michell
- 1425 John Coventry
- 1426 John Reynwell
- 1427 John Gedney
- 1428 Henry de Barton (deuxième mandat)
- 1429 William Eastfeld
- 1430 Nicholas Wotton (deuxième mandat)
- 1431 John Welles
- 1432 John Verney
- 1433 John Brokeley
- 1434 Robert Oateley
- 1435 Henry de Frowick
- 1436 John Michell (deuxième mandat)
- 1437 William Eastfeld (deuxième mandat)
- 1438 Stephen le Brun
- 1439 Robert le Grosvenor
- 1440 John Paulet
- 1441 Robert Clopton
- 1442 John Atherley
- 1443 Thomas Catworth
- 1444 Henry de Frowick (deuxième mandat)
- 1445 Simon Eyre
- 1446 John Olney
- 1447 John Gedney (deuxième mandat)
- 1448 Stephen le Brun (deuxième mandat)
- 1449 Thomas Chalton
- 1450 Nicholas Wyfold
- 1451 William Gregory
- 1452 Geoffrey Feilding
- 1453 John Norman
- 1454 Stephen Forster
- 1455 William Marlowe
- 1456 Thomas Canning
- 1457 Geoffrey Boleyn
- 1458 Thomas Scott
- 1459 William Hewlyn
- 1460 Richard Leigh
- 1461 Hugh Wyche
- 1462 Thomas Coke
- 1463 Matthew Phillip
- 1464 Ralph Josselyn, chevalier du Bain
- 1465 Ralph Verney
- 1466 John le Yonge
- 1467 Thomas Waldegrave
- 1468 William Taylour
- 1469 Richard Leigh (deuxième mandat)
- 1470 John Stockton
- 1471 William Edwardes
- 1472 William Hampton
- 1473 John Tate
- 1474 Robert Drope
- 1475 Robert Bassett
- 1476 Ralph Josselyn (deuxième mandat)
- 1477 Humphrey Heyford
- 1478 Richard Gardiner
- 1479 Bartholomew James
- 1480 John Browne
- 1481 William Heriot
- 1482 Edmund Shaw
- 1483 Robert Billesdon
- 1484 Thomas Hill
- 1485 William Stoker
- 1485 John Warde
- 1485 Hugh Bryce
- 1486 Henry Colet
- 1487 William Horne
- 1488 Robert Tate
- 1489 William White
- 1490 John Mathew
- 1491 Hugh Clopton
- 1492 William Martyn
- 1493 Ralph Astley
- 1494 Richard Baldry
- 1495 Henry Colet (deuxième mandat)
- 1496 John Tate
- 1497 William Purchas
- 1498 John Percival
- 1499 Nicholas Ailwyn
- 1500 William Remington

## XVIesiècle
- 1501 John Shaw (orfèvre)
- 1502 Bartholomew Reade
- 1503 William Capell
- 1504 John Wyngar
- 1505 Thomas Kneesworth
- 1506 Richard Vernon
- 1507 William Browne
- 1508 Lawrence Aylmer
- 1508 Stephen Jenyns
- 1509 Thomas Bradbury
- 1510 William Capell (deuxième mandat)
- 1510 Henry Keble
- 1511 Roger Ashley
- 1512 William Copynger
- 1513 Richard Vernon (deuxième mandat)
- 1513 William Browne (deuxième mandat)
- 1514 John Tate (deuxième mandat)
- 1514 George Monoux
- 1515 William Boteler
- 1516 John Rest
- 1517 Thomas Exmewe
- 1518 Thomas Mirfyn
- 1519 James Yarford
- 1520 John Brydges (né Brugge)
- 1521 John Milborne
- 1522 John Mundy
- 1523 Thomas Baldry
- 1524 William Bayley
- 1525 John Alleyn
- 1526 Thomas Seymour
- 1527 James Spencer
- 1528 John Rudstone
- 1529 Ralph Dodmer
- 1530 Thomas Pargeter
- 1531 Nicholas Lombarde
- 1532 Stephen Pecocke
- 1533 Christopher Askew
- 1534 John Champneys
- 1535 John Alleyn (deuxième mandat)
- 1536 Ralph Warren
- 1537 Richard Gresham
- 1538 William Fermor
- 1539 William Holles
- 1540 William Roche
- 1541 Michael Dormer
- 1542 John Coates
- 1543 William Bowyer
- 1544 Ralph Warren (deuxième mandat)
- 1544 William Laxton
- 1545 Martin Bowes
- 1546 Henry Huberthorn
- 1547 John Gresham
- 1548 Henry Amcotes
- 1549 Rowland Hill
- 1550 Andrew Judd
- 1551 : Richard Dobbs
- 1552 : George Barne
- 1553 : Thomas White
- 1554 : John Lyon
- 1555 William Gerard
- 1556 Thomas Offley
- 1557 Thomas Curtis
- 1558 Thomas Leigh
- 1559 William Hewett
- 1560 William Chester
- 1561 William Harpur
- 1562 Thomas Lodge
- 1563 John White
- 1564 Richard Mallory
- 1565 Richard Champion
- 1566 Christopher Draper
- 1567 Roger Martin
- 1568 Thomas Rowe
- 1569 Alexander Avignon
- 1570 Rowland Hayward
- 1571 William Allen
- 1572 Lionel Duckett
- 1573 John Rivers
- 1574 James Hawes
- 1575 Ambrose Nicholas
- 1576 John Langley
- 1577 Thomas Ramsey
- 1578 Richard Pype
- 1579 Nicholas Woodroffe
- 1580 John Branche
- 1581 James Hervey
- 1582 Thomas Blanke
- 1583 Edward Osborne
- 1584 Thomas Pullyson
- 1585 Wolstan Dixie
- 1586 George Barne
- 1587 George Bond
- 1588 Martin Calthorpe
- 1589 Richard Martin
- 1589 John Hart
- 1590 John Allott
- 1591 Rowland Hayward
- 1591 William Webbe
- 1592 William Rowe (en)
- 1593 Cuthbert Buckell
- 1594 Richard Martin
- 1594 John Spencer
- 1595 Stephen Slaney
- 1596 Thomas Skinner
- 1596 Henry Billingsley
- 1597 Richard Saltonstall
- 1598 Stephen Soames
- 1599 Nicholas Mosley
- 1600 William Ryder

## XVIIesiècle
- 1601 John Gerard (Worshipful Company of Haberdashers (en))
- 1602 Robert Lee
- 1603 Thomas Bennett
- 1604 Thomas Lowe
- 1605 Leonard Halliday
- 1606 John Watts
- 1607 Henry Rowe
- 1608 Humphrey Weld
- 1609 Thomas Cambell
- 1610 William Craven
- 1611 James Pemberton
- 1612 John Swynnerton
- 1613 Thomas Myddelton
- 1614 Thomas Hayes
- 1615 John Jolles
- 1616 John Leman
- 1617 George Bolles
- 1618 Sebastian Harvey
- 1619 William Cockayne
- 1620 Francis Jones
- 1621 Edward Barkham
- 1622 Peter Proby
- 1623 Martin Lumley
- 1624 John Gore
- 1625 Allen Cotton
- 1626 Cuthbert Hacket
- 1627 Hugh Hamersley
- 1628 Richard Deane
- 1629 James Campbell (en)
- 1630 Robert Ducie
- 1631 George Whitmore
- 1632 Nicholas Rainton
- 1633 Ralph Freeman
- 1634 Thomas Moulson
- 1634 Robert Parkhurst
- 1635 Christopher Clitheroe
- 1636 Edward Bromfield
- 1637 Richard Fenn
- 1638 Morris Abbot
- 1639 Henry Garraway
- 1640 Edmund Wright
- 1641 Richard Gurney, 1er baronnet
- 1642 Isaac Penington
- 1643 John Wollaston
- 1644 Thomas Atkins
- 1645 Thomas Adams, 1er baronnet
- 1646 John Gayre
- 1647 John Warner, 1er baronnet
- 1648 Abraham Reynardson
- 1649 Thomas Andrewes
- 1649 Thomas Foote, 1er baronnet
- 1650 Thomas Andrewes
- 1651 John Kendrick
- 1652 John Fowke
- 1653 Thomas Vyner, 1er baronnet
- 1654 Christopher Packe
- 1655 John Dethick
- 1656 Robert Tichborne
- 1657 Richard Chiverton
- 1658 John Ireton
- 1659 Thomas Allen, 1er baronnet
- 1660 Richard Browne, 1er baronnet
- 1661 John Frederick
- 1662 John Robinson, 1er baronnet
- 1663 Anthony Bateman
- 1664 John Lawrence
- 1665 Thomas Bloodworth
- 1666 William Bolton
- 1667 William Peake
- 1668 William Turner
- 1669 Samuel Starling
- 1670 Richard Ford
- 1671 George Waterman
- 1672 Robert Hanson
- 1673 William Hooker
- 1674 Robert Viner, 1er baronnet
- 1675 Joseph Sheldon
- 1676 Thomas Davies
- 1677 Francis Chaplin
- 1678 James Edwards
- 1679 Robert Clayton
- 1680 Patience Ward
- 1681 John Moore
- 1682 William Prichard
- 1683 Henry Tulse
- 1684 James Smyth
- 1685 Robert Geffrye
- 1686 John Peake
- 1687 John Shorter
- 1688 John Eyles
- 1688 John Chapman
- 1689-1690 Thomas Pilkington (deux mandats)
- 1691 Thomas Stampe
- 1692 John Fleet
- 1693 William Ashurst
- 1694 Thomas Lant
- 1695 John Houblon
- 1696 Edward Clarke
- 1697 Humphrey Edwin
- 1698 Francis Child
- 1699 Richard Levett
- 1700 Thomas Abney

## XVIIIesiècle
- 1701 William Gore (Worshipful Company of Mercers)
- 1702 Samuel Dashwood
- 1703 John Parsons
- 1704 Owen Buckingham
- 1705 Thomas Rawlinson
- 1706 Robert Bedingfeld
- 1707 William Withers
- 1708 Charles Duncombe
- 1709 Samuel Garrard, 4e baronnet
- 1710 Gilbert Heathcote, 1er baronnet
- 1711 Robert Beachcroft
- 1712 Richard Hoare
- 1713 Samuel Stanier
- 1714 William Humfreys, 1er baronnet
- 1715 Charles Peers
- 1716 James Bateman
- 1717 William Lewen
- 1718 John Ward
- 1719 George Thorold, 1er baronnet
- 1720 John Fryer, 1er baronnet
- 1721 William Stewart
- 1722 Gerard Conyers
- 1723 Peter Delme
- 1724 George Merttins
- 1725 Francis Forbes
- 1726 John Eyles, 2e baronnet
- 1727 Edward Becher
- 1728 Robert Baylis
- 1729 Robert Brocas
- 1730 Humphrey Parsons
- 1731 Francis Child
- 1732 John Barber
- 1733 William Villiers
- 1734 Edward Bellamy
- 1735 John Williams
- 1736 John Thompson
- 1737 John Bamard
- 1738 Micajah Perry
- 1739 John Salter
- 1740 Humphrey Parsons
- 1741 Daniel Lambert
- 1741 Robert Godschall
- 1742 George Heathcote
- 1742 Robert Willimott
- 1743 Robert Westley
- 1744 Henry Marshall
- 1745 Richard Hoare
- 1746 William Benn
- 1747 Robert Ladbroke
- 1748 William Calvert
- 1749 Samuel Pennant
- 1750 John Blachford
- 1750 Francis Cockayne
- 1751 Thomas Winterbottom
- 1752 Robert Alsop
- 1752 Crisp Gascoyne
- 1753 Edward Ironside
- 1753 Thomas Rawlinson
- 1754 Stephen Janssen
- 1755 Slingsby Bethell
- 1756 Marshe Dickinson
- 1757 Charles Asgill, 1er baronnet
- 1758 Richard Glyn (1er baronnet)
- 1759 Thomas Chitty
- 1760 Matthew Blakiston, 1er baronnet
- 1761 Samuel Fludyer, 1er baronnet
- 1762 William Beckford
- 1763 William Bridgen
- 1764 William Stephenson
- 1765 George Nelson
- 1766 Robert Kite
- 1767 Thomas Harley
- 1768 Samuel Turner
- 1769 William Beckford
- 1770 Barlow Trecothick
- 1770 Brass Crosby
- 1771 William Nash
- 1772 James Townsend
- 1773 Frederick Bull
- 1774 John Wilkes
- 1775 John Sawbridge
- 1776 Thomas Hallifax
- 1777 James Esdaile
- 1778 Samuel Plumbe
- 1779 Brackley Kennett
- 1780 Watkin Lewes
- 1781 William Plomer
- 1782 Nathaniel Newnham
- 1783 Robert Peckham
- 1784 Richard Clark
- 1785 Thomas Wright
- 1786 Thomas Sainsbury
- 1787 John Burnell
- 1788 William Gill
- 1789 William Pickett
- 1790 John Boydell
- 1791 John Hopkins
- 1792 James Sanderson, 1er baronnet
- 1793 Paul Le Mesurier
- 1794 Thomas Skinner
- 1795 William Curtis, 1er baronnet
- 1796 Brook Watson, 1er baronnet
- 1797 John William Anderson, 1er baronnet
- 1798 Richard Glyn (1er baronnet, 1755-1838)
- 1799 Harvey Christian Combe
- 1800 William Staines

## XIXesiècle
- 1801 John Eamer
- 1802 Charles Price, 1er baronnet
- 1803 John Perring, 1er baronnet
- 1804 Peter Perchard
- 1805 James Shaw, 1er baronnet
- 1806 William Leighton
- 1807 John Ansley
- 1808 Charles Flower, 1er baronnet
- 1809 Thomas Smith
- 1810 Joshua Smith
- 1811 Claudius Hunter, 1er baronnet
- 1812 George Scholey
- 1813 William Domville, 1er baronnet
- 1814 Samuel Birch
- 1815-1816 Matthew Wood, 1er baronnet
- 1817 Christopher Smith
- 1818 John Atkins
- 1819 George Bridges
- 1820 John Thomas Thorp
- 1821 Christopher Magnay
- 1822 William Heygate, 1er baronnet
- 1823 Robert Waithman
- 1824 John Garratt
- 1825 William Venables
- 1826 Anthony Brown
- 1827 Matthias Prime Lucas
- 1828 William Thompson
- 1829 John Crowder
- 1830-1832 John Key, 1er baronnet
- 1832 Peter Laurie
- 1833 Charles Farebrother
- 1834 Henry Winchester
- 1835 William Taylor Copeland
- 1836 Thomas Kelly
- 1837 John Cowan, 1er baronnet
- 1838 Samuel Wilson
- 1839 Chapman Marshall
- 1840 Thomas Johnson
- 1841 John Pirie, 1er baronnet
- 1842 John Humphrey
- 1843 William Magnay, 1er baronnet
- 1844 Michael Gibbs
- 1845 John Johnson
- 1846 George Carroll
- 1847 John Kinnersley Hooper
- 1848 James Duke, 1er baronnet
- 1849 Thomas Farncombe
- 1850 John Musgrove, 1er baronnet
- 1851 William Hunter
- 1852 Thomas Challis
- 1853 Thomas Sidney
- 1854 Francis Moon, 1er baronnet
- 1855 David Salomons, 1er baronnet
- 1856 Thomas Finnis
- 1857 Robert Carden, 1er baronnet
- 1858 David Wire
- 1859 John Carter
- 1860-1861 William Cubitt (Worshipful Company of Fishmongers) (deux mandats)
- 1862 William Rose
- 1863 William Lawrence
- 1864 Warren Hale
- 1865 Benjamin Phillips
- 1866 Thomas Gabriel, 1er baronnet
- 1867 William Allen
- 1868 James Lawrence, 1er baronnet
- 1869 Robert Besley
- 1870 Thomas Dakin
- 1871 Sills Gibbons, 1er baronnet
- 1872 Sydney Waterlow, 1er baronnet
- 1873 Andrew Lusk, 1er baronnet
- 1874 David Stone
- 1875 William Cotton
- 1876 Thomas White
- 1877 Thomas Owden
- 1878 Charles Whetham
- 1879 Francis Truscott
- 1880 William McArthur
- 1881 John Ellis, 1er baronnet
- 1882 Henry Knight
- 1883 Robert Fowler, 1er baronnet
- 1884 George Nottage
- 1885 Robert Fowler (deuxième mandat)
- 1885 John Staples
- 1886 Reginald Hanson, 1er baronnet
- 1887 Polydore de Keyser
- 1888 James Whitehead, 1er baronnet
- 1889 Henry Isaacs
- 1890 Joseph Savory, 1er baronnet
- 1891 David Evans
- 1892 Stuart Knill, 1er baronnet
- 1893 George Tyler, 1er baronnet
- 1894 Joseph Renals, 1er baronnet
- 1895 Walter Wilkin
- 1896 George Faudel-Phillips, 1er baronnet
- 1897 Lt-Col. Horatio Davies
- 1898 John Moore
- 1899 Alfred Newton, 1er baronnet
- 1900 Frank Green, 1er baronnet

## XXesiècle
- 1901 Joseph Dimsdale, 1er baronnet (épicier)
- 1902 Marcus, 1er vicomte Bearsted (lunetier)
- 1903 James Ritchie, 1er baronnet (charpentier de navire)
- 1904 John Pound, 1er baronnet (marchand de cuir)
- 1905 Walter Vaughan Morgan, 1er baronnet (coutelier)
- 1906 William Treloar, 1er baronnet (lorinier)
- 1907 John Bell, 1er baronnet (chemisier)
- 1908 George Truscott, 1er baronnet (imprimeur)
- 1909 John Knill, 2e baronnet (orfèvre)
- 1910 Vezey Strong (imprimeur)
- 1911 Thomas Crosby (tourneur)
- 1911-1913 Col. David Burnett, 1er baronnet (lorinier)
- 1913 Vansittart Bowater, 1er baronnet (gainier)
- 1914 Col. Charles Johnston, 1er baronnet (aubergiste)
- 1915 Charles, 1er vicomte Wakefield, CBE (chemisier)
- 1916 William Henry Dunn, 1er baronnet (charronier)
- 1917 Charles Hanson, 1er baronnet (patier)
- 1918 Horace, 1er baron Marshall de Chipstead, KCVO (imprimeur)
- 1919 Edward Cooper, 1er baronnet
- 1920 James Roll, 1er baronnet
- 1921 John Baddeley, 1er baronnet
- 1922 Edward Moore, 1er baronnet
- 1923 Col. Louis Newton, 1er baronnet (lorinier)
- 1924 Alfred Bower, 1er baronnet (sommelier)
- 1925 William Pryke, 1er baronnet (peintre)
- 1926 Rowland, 1er baron Ebbisham, GBE (jardinier)
- 1927 Charles Batho, 1er baronnet (paveur)
- 1928 Kynaston Studd, 1er baronnet
- 1929 William Waterlow, 1er baronnet, KBE (imprimeur)
- 1930 William Neal, 1er baronnet
- 1931 Maurice Jenks, 1er baronnet (chemisier)
- 1932 Percy Greenaway, 1er baronnet (imprimeur)
- 1933 Charles Collett, 1er baronnet (gantier)
- 1934 Stephen Killik (éventailleur)
- 1935 Percy Vincent, 1er baronnet
- 1936 George, 1er baron Broadbridge, KCVO (lorinier)
- 1937 Harry Twyford (tricoteur)
- 1938 Maj. Frank Bowater, 1er baronnet (gainier)
- 1939 William Coxen, 1er baronnet
- 1940 George Wilkinson, 1er baronnet (imprimeur)
- 1941 Lt-Col. John Laurie, 1er baronnet
- 1942 Samuel Joseph, 1er baronnet
- 1943 Frank Newson-Smith, 1er baronnet
- 1944 Frank Alexander, 1er baronnet (charpentier de navire)
- 1945 Charles Davis, 1er baronnet
- 1946 Bracewell Smith, 1er baronnet (lunetier)
- 1947 Frederick Wells, 1er baronnet (voiturier)
- 1948 George Aylwen, 1er baronnet (tailleur)
- 1949 Frederick Rowland, 1er baronnet
- 1950 Denys Lowson, 1er baronnet (épicier)
- 1951 Leslie Boyce, 1er baronnet (lorinier)
- 1952 Rupert de La Bère, 1er baronnet (pelletier)
- 1953 Noël Bowater, 2e baronnet, GBE (sommelier)
- 1954 Seymour Howard, 1er baronnet (jardinier)
- 1955 Cuthbert Ackroyd, 1er baronnet
- 1956 Cullum Welch, 1er baronnet (chemisier)
- 1957 Denis Truscott (imprimeur)
- 1958 Harold Gillett, 1er baronnet
- 1959 Edmund Stockdale, 1er baronnet
- 1960 Bernard Waley-Cohen, 1er baronnet (tisserand)
- 1961 Frederick Hoare, 1er baronnet (lunetier)
- 1962 Ralph Perring, 1er baronnet
- 1963 James Harman (peintre)
- 1964 James Miller
- 1965 Lionel Denny
- 1966 Robert Bellinger
- 1967 Gilbert Inglefield (chemisier)
- 1968 Charles Trinder
- 1969 Lt-Col. Ian Bowater (chemisier)
- 1970 Peter Studd (tailleur)
- 1971 Edward Howard, 2e baronnet, GBE (jardinier)
- 1972 Alan, baron Mais, GBE (paveur)
- 1973 Hugh Wontner
- 1974 Murray Fox
- 1975 Lindsay Ring
- 1976 Robin Gillett, 2e baronnet, GBE
- 1977 L'hon. Sir Peter Vanneck, GBE
- 1978 Kenneth Cork (ivoirier)
- 1979 Peter Gadsden (tisserand)
- 1980 Ronald Gardner-Thorpe (lorinier)
- 1981 Christopher Leaver (voiturier)
- 1982 Anthony Jolliffe (peintre)
- 1983 Dame Mary Donaldson, puis (par matrimonie) baronne Donaldson of Lymington, GBE (jardinière)
- 1984 Alan Traill (coutelier)
- 1985 Allan Davis (peintre)
- 1986 David Rowe-Ham (charronier)
- 1987 Greville Spratt (quincaillier)
- 1988 Christopher Collett (gantier)
- 1989 Hugh Bidwell (épicier)
- 1990 Alexander Graham (mercier)
- 1991 Brian Jenkins (comptable assermenté)
- 1992 Francis McWilliams (lorinier)
- 1993 Paul Newall (boulanger)
- 1994 Christopher Walford (cartier)
- 1995 John Chalstrey (barbier-chirurgien)
- 1996 Roger Cork (ivoirier)
- 1997 Richard Nichols (saulnier)
- 1998 Peter, baron Levene de Portsoken, KBE (voiturier)
- 1999 Clive Martin, OBE (imprimeur)
- 2000 David Howard, 3e baronnet (jardinier)

## XXIesiècle
- 2001 Sir Michael Oliver (Vénérable compagnie des Quincailliers)
- 2002 Sir Gavyn Arthur (Vénérable compagnie des Jardiniers)
- 2003 Sir Robert Finch (Vénérable compagnie des Avocats)
- 2004 Sir Michael Savory (Vénérable compagnie des Volailleurs)
- 2005 Sir David Brewer, KG (Vénérable compagnie des Tailleurs)
- 2006 Sir John Stuttard (Vénérable compagnie des Vitriers)
- 2007 Sir David Lewis (Vénérable compagnie des Avocats)
- 2008 Alderman Ian Luder, CBE (Vénérable compagnie des Tonneliers)
- 2009 Alderman Nick Anstee (Vénérable compagnie des Bouchers)
- 2010 Sir Michael Bear (Vénérable compagnie des Paveurs)
- 2011 Sir David Wootton (Vénérable compagnie des Archers)
- 2012 Sir Roger Gifford (Vénérable compagnie des Musiciens)
- 2013 Dame Fiona Woolf (Vénérable compagnie des Avocats)
- 2014 Sir Alan Yarrow (Vénérable compagnie des Poissonniers)
- 2015 Jeffrey, 4e baron Mountevans (Vénérable compagnie des Charpentiers de marine)
- 2016 Sir Andrew Parmley (Vénérable compagnie des Musiciens)
- 2017 Sir Charles Bowman (Vénérable compagnie des Épiciers)
- 2018 Sir Peter Estlin (Vénérable compagnie des Quincailliers)
- 2019/20 Sir William Russell (Vénérable compagnie des Chemisiers) (deux mandats)
- 2021 Alderman Vincent Keaveney, CBE (Vénérable compagnie des Lainiers)
- 2022 Sir Nicholas Lyons (Vénérable compagnie des Boulangers)
- 2023 Alderman Michael Mainelli (Vénérable compagnie des Courtiers mondiaux)
- 2024 Alderman Alastair King (Vénérable compagnie des Forgerons)